# Ramón Ruiz Alonso
Ramón Ruiz Alonso (Villaflores, Salamanca, 1903 - Las Vegas, Estats Units, 1982) va ser un polític i activista dretà durant la Segona República Espanyola i obrer tipògraf de professió. Casat amb Magdalena Penella Silva (germana de la tiple còmica Teresita Silva i del periodista i escriptor Manuel Penella de Silva, fills i nets dels compositors Manuel Penella Moreno i Manuel Penella Raga, respectivament), van tenir quatre filles, María Julia Ruiz Penella (1937-2017) i les actrius Emma Penella (1931-2007), Elisa Montés (1934) i Terele Pávez (1939-2017), que empraven diferents cognoms artístics, i va ser avi de l'actriu Emma Ozores Ruiz (filla d'Elisa i de l'actor Antonio Ozores).
Es va educar amb els Salesians de Salamanca i va anar a Granada en l'estiu de 1932 per treballar com a obrer tipògraf al diari Ideal de l'Editorial Católica, recomanat pel llavors periodista Ángel Herrera Oria, responsable del diari El Debate. Ruiz Alonso, membre del partit conservador catòlic Acció Popular, integrat en la CEDA de José María Gil-Robles y Quiñones, va ser diputat entre 1933 i 1935 per la província de Granada, durant l'època de governs republicans conservadors. Va perdre el seu escó en 1936 quan, després d'una sospita de frau, les eleccions van haver de ser repetides a Granada i Conca, amb el que va augmentar el seu odi a les esquerres. Després de perdre el seu escó va intentar ingressar a Falange Española demanant a José Rosales Camacho, cap provincial de la Falange de Granada en 1936 i germà del poeta Luis Rosales, que intervingués davant José Antonio Primo de Rivera; però com reclamava cobrar a Falange les 1.000 pessetes mensuals que cobrava com a diputat, aquest es va negar. Amb aquest motiu va augmentar també el seu ressentiment contra els falangistes quan més tard van acollir Federico García Lorca.
Les investigacions entorn de l'assassinat de Federico García Lorca d'Ian Gibson assenyalen que va elaborar una denúncia contra ell i el 16 d'agost de 1936 es va dirigir a la casa de Luis Rosales, poeta granadí d'afiliació falangista, on aquest mantenia protegit Federico García Lorca, detenint-lo malgrat l'oposició de Rosales i traslladant-lo al Govern Civil, d'on posteriorment va ser conduït a Víznar, lloc en què va ser assassinat per Juan Luis Trescastro, advocat i marit d'una cosina llunyana del pare de García Lorca, al costat de dos banderillers de la CNT Joaquín Arcollas i Francisco Galadí, un mestre republicà coix, Dióscoro Galindo González de Ciguñuela -Valladolid-, destinat al poble de Pulianas. També va denunciar a d'altres destacats esquerrans granadins.
Segons el testimoniatge d'Emma Penella, recollit per Gabriel Pozo en el seu llibre Lorca, el último passeo, Lorca hauria estat una víctima col·lateral de la persecució entaulada contra el seu amic, el socialista i institucionista Fernando de los Ríos Urruti, i la informació que va facilitar la seva detenció va provenir en realitat del germà major dels Rosales, José Rosales.
Amb els nous vents democràtics, es va sentir insegur i es va traslladar al desembre de 1975, només unes setmanes després de la mort del dictador Franco, a Las Vegas, Estats Units (doncs en aquest país residia una quarta filla seva), on va morir tres anys més tard de la seva arribada, en 1978. En 1982 les seves cendres van ser traslladades fins al Cementiri de San Justo, a Madrid.

## Obres
- ¡Corporativismo!... (Salamanca: Imp. Comercial Salmantina, I Año Triunfal = 1937), amb pròleg de José María Gil-Robles y Quiñones.